# Holašovice
Holašovice so majhna zgodovinska vas na jugu Češke, 15 km zahodno od Čeških Budejovic. Južno od vasi se začenja zaščiten Blanský gozd. Vas je po drugi svetovni vojni opustela, zato so njen srednjeveški načrt in kmečke hiše v južnočeškem ljudskem slogu ali kmečkem baročnem slogu ostale nedotaknjene.  Leta 1990 se je vas začela obnavljati in ponovno naseljevati. Leta 1998 je bila vpisana na Unescov seznam svetovne dediščine.

## Zgodovina
Holašovice so bile prvič omenjene leta 1263. Leta 1292 je češki kralj Venčeslav II. več vasi, med njimi tudi Holašovice, podaril cistercijanskemu samostanu v Vyšjem Brodu. V njegovi lasti so ostale do leta 1848.
V letih 1520-1525 so Holašovice skoraj izumrle zaradi epidemije bubonske kuge. Preživela sta samo dva vaščana. Nad skupnim grobom umrlih na severnem delu vasi so postavili spominsko kužno znamenje. Samostan je vas postopoma ponovno naselil s priseljenci iz Avstrije in Bavarske. Do leta 1530 se je po samostanskih zapisih število vaščanov povečalo na 17. Vas je postala nemško govoreča enklava na češko govorečem ozemlju. Leta 1900 je bilo 163 vaščanov nemškega porekla in en Čeh.
Po preselitvi nemških vaščanov Holašovic po koncu druge svetovne vojne je bilo mnogo kmetij opuščenih in so začele propadati. V povojnem  češkem socialističnem obdobju je bila vas neobljudena in zapuščena.
V 1990. letih se je začela obširna obnova vasi in ponovno naseljevanje. Leta 2011 je bilo v vasi 147 prebivalcev.

## Arhitektura
Holašovice so češka vas, značilna za Hlubocko Blatsko regijo okrog Čeških Budejovic. V vasi je 23 kmetij s 120 zgradbami iz opeke z značilnimi pročelji. Vas je zelo zelena in ima ribnik in kapelo.
Zgradbe so iz 18.-20. stoletja, večinoma iz druge polovice 19. stoletja. Zgrajene so v južnočeškem ljudskem baročnem slogu. Kapela sv. Janeza Nepomuka v središču vasi je bila zgrajena leta 1755.
- Galerija
- Kapela
- Hiša na glavni vaški ulici
- Glavna ulica (Náves)
- Hiša št. 3
- Hiša št. 4
- Holašovice
- Ribnik
- Náves
- Hiša št. 21
- Hiša št. 22
- Holašovski menhir

## Vira
- Daniel Kovař. Českobudějovicko - I. levý břeh Vltavy. 1. vyd. Češke Budejovice: Veduta, 2008. ISBN 978-80-86829-40-1.
- Lucie Kándlová. Vedle „přírodní katedrály“ bude stát i léčivý dolmen. MF Dnes. březen 2011, čís. 29. března 2011, str. 2B.